# Acrocephalus rodericanus
El carricero de Rodrigues (Acrocephalus rodericanus) es una especie de ave paseriforme de la familia Acrocephalidae endémica de la isla de Rodrigues, perteneciente a Mauricio. Su hábitat natural los matorrales tropicales secos o húmedos y las plantaciones. Está considerado en peligro de extinción por la pérdida de hábitat.